# Kanton Mauron
Der Kanton Mauron war bis 2015 ein französischer Kanton im Arrondissement Vannes, im Département Morbihan und in der Region Bretagne; sein Hauptort war Mauron. Letzter Vertreter im Generalrat des Départements war von 1982 bis 2015 Guy de Kersabiec (DVD).

## Gemeinden
Der Kanton Mauron umfasste sieben Gemeinden:
| Gemeinde               | Bretonisch        | Einwohner (2022) | Fläche (km²) | Code postal | Code Insee |
| ---------------------- | ----------------- | ---------------- | ------------ | ----------- | ---------- |
| Brignac                | Brennieg          | 198              | 13.12        | 56430       | 56025      |
| Concoret               | Konkored          | 765              | 15.76        | 56430       | 56043      |
| Mauron                 | Maoron            | 3.169            | 67.23        | 56430       | 56127      |
| Néant-sur-Yvel         | Neant             | 1.070            | 32.30        | 56430       | 56145      |
| Saint-Brieuc-de-Mauron | Sant-Brieg-Maoron | 294              | 14.35        | 56430       | 56208      |
| Saint-Léry             | Sant-Leri         | 205              | 1.58         | 56430       | 56225      |
| Tréhorenteuc           | Trec'horanteg     | 112              | 5.42         | 56430       | 56256      |
| Kanton                 | Maoron            | 5.962            | 149.76       | -           | 5620       |

## Bevölkerungsentwicklung
| 1962  | 1968  | 1975  | 1982  | 1990  | 1999  | 2006  | 2012  |
| ----- | ----- | ----- | ----- | ----- | ----- | ----- | ----- |
| 6.470 | 5.967 | 5.782 | 5.722 | 5.767 | 5.529 | 5.592 | 5.962 |